# Mark Vos
Mark „The Pokerbok“ Vos (* 20. Oktober 1983 in Kapstadt, Südafrika) ist ein ehemaliger professioneller australischer Pokerspieler.

## Pokerkarriere
Vos begann im Jahr 2006, professionell Poker zu spielen. Er galt im Onlinepoker bereits als Spitzenamateur. Bei seiner Wahl zwischen einem Studium und einer Karriere als Berufs-Pokerspieler entschied sich Vos für das Pokerspiel. Insgesamt gewann er knapp 1,5 Millionen US-Dollar bei Live-Pokerturnieren.
Zu Vos’ größten Erfolgen gehört der achte Platz beim Main Event der Aussie Millions Poker Championship in Melbourne 2006, bei dem er 83.600 Australische Dollar gewann. Im Juli 2006 gewann er bei der World Series of Poker (WSOP) im Rio All-Suite Hotel and Casino am Las Vegas Strip ein Turnier der Variante No Limit Hold’em und gewann über 800.000 US-Dollar sowie ein Bracelet. Er lieferte sich im Heads-Up ein zweistündiges Duell mit Nam Le. Als Vos nach Australien zurückkehrte, holte er sich einen weiteren Titel beim Finale der Victorian Poker Championship, der ihm knapp 50.000 Australische Dollar einbrachte. Bei der WSOP 2008 belegte Vos den mit knapp 80.000 US-Dollar dotierten 80. Platz im Main Event. Seitdem blieben größere Turniererfolge aus. Seine bis dato letzte Geldplatzierung erzielte er im Januar 2020 bei den Aussie Millions.